# Torneo Regional del Noroeste 1999
El Torneo Regional del Noroeste 1999 fue la primera edición de la competición regional de rugby del Noroeste Argentina. Participaron 11 clubes de la Unión de Rugby de Tucumán, 4 de Salta y 3 Santiago del Estero.
Huirapuca y Gimnasia y Tiro se consagraron campeones de la primera edición del regional del NOA, además fue el primer título de Huirapuca.

## Historia
El Campeonato Anual Tucumano fue por muchos años el torneo más importante del Noroeste Argentino pero, en 1999 nació el Torneo Regional del Noroeste, con la incorporación de equipos de Salta, Santiago del Estero y Jujuy.

## Forma de disputa
Se jugó una primera fase dónde los 4 mejores clasificaron a la Zona Campeonato. Los 4 primeros de la Zona Campeonato jugaron entre sí, a una rueda, con arrastre de puntos de la clasificación anterior, para definir el campeón del Torneo Regional 1999.

## Equipos
| Unión                      | Equipo                  | Ciudad                |
| -------------------------- | ----------------------- | --------------------- |
| Unión de Rugby de Tucumán  | Cardenales              | San Miguel de Tucumán |
| Unión de Rugby de Tucumán  | Universitario           | San Miguel de Tucumán |
| Unión de Rugby de Tucumán  | Huirapuca               | Concepción            |
| Unión de Rugby de Tucumán  | Jockey Club             | Yerba Buena           |
| Unión de Rugby de Tucumán  | Tarcos                  | San Miguel de Tucumán |
| Unión de Rugby de Tucumán  | Natación y Gimnasia     | San Miguel de Tucumán |
| Unión de Rugby de Tucumán  | Lawn Tennis             | San Miguel de Tucumán |
| Unión de Rugby de Tucumán  | Tucumán Rugby           | Yerba Buena           |
| Unión de Rugby de Tucumán  | Lince                   | San Miguel de Tucumán |
| Unión de Rugby de Tucumán  | Bajo Hondo              | San Miguel de Tucumán |
| Unión de Rugby de Tucumán  | Corsarios               | Tafí Viejo            |
| Unión de Rugby de Salta    | Gimnasia y Tiro         | Salta                 |
| Unión de Rugby de Salta    | Jockey Club             | Salta                 |
| Unión de Rugby de Salta    | Universitario           | Salta                 |
| Unión de Rugby de Salta    | Tiro Federal            | Salta                 |
| Unión Santiagueña de Rugby | Old Lions               | Santiago del Estero   |
| Unión Santiagueña de Rugby | Santiago Lawn Tennis    | Santiago del Estero   |
| Unión Santiagueña de Rugby | Jockey Club de Santiago | Santiago del Estero   |

### Distribución geográfica de los equipos
| Jurisdicción                     | Cant. | Equipos |
| -------------------------------- | ----- | --- |
| Provincia de Tucumán             | 11    | Universitario, Lawn Tennis, Los Tarcos,Tucuman Rugby, Huirapuca, Cardenales, Lince, Natación y Gimnasia, Jockey Club Corsarios y Bajo Hondo |
| Provincia de Salta               | 4     | Jockey Club, Universitario, Gimnasia y Tiro y Tiro Federal                                                                                  |
| Provincia de Santiago del Estero | 3     | Old Lions, Santiago Lawn Tennis y Jockey Club de Santiago                                                                                   |

## Zona campeonato
| Equipos         | Encuentros | Encuentros | Encuentros | Encuentros |
| Equipos         | PJ         | PG         | PE         | PP         |
| --------------- | ---------- | ---------- | ---------- | ---------- |
| Huirapuca       | 3          | 2          | 0          | 1          |
| Gimnasia y Tiro | 3          | 2          | 0          | 1          |
| Cardenales      | 3          | 1          | 0          | 2          |
| Lince           | 3          | 1          | 0          | 2          |

### Resultados Zona Campeonato
| Fecha 1 (25/7/1999) | Fecha 1 (25/7/1999) | Fecha 1 (25/7/1999) |
| Local               | Resultado           | Visitante           |
| ------------------- | ------------------- | ------------------- |
| Gimnasia y Tiro     | 30 - 16             | Huirapuca           |
| Lince               | 12 - 9              | Cardenales          |

| Fecha 2 (1/8/1999) | Fecha 2 (1/8/1999) | Fecha 2 (1/8/1999) |
| Local              | Resultado          | Visitante          |
| ------------------ | ------------------ | ------------------ |
| Cardenales         | 30 - 7             | Gimnasia y Tiro    |
| Huirapuca          | 19 - 16            | Lince              |

| Fecha 3 (8/8/1999) | Fecha 3 (8/8/1999) | Fecha 3 (8/8/1999) |
| Local              | Resultado          | Visitante          |
| ------------------ | ------------------ | ------------------ |
| Huirapuca          | 29 - 23            | Cardenales         |
| Lince              | 13 - 18            | Gimnasia y Tiro    |

| Campeones |                 |
| Huirapuca | Gimnasia y Tiro |
|           |                 |